# خربة كفيرة
خربة كفيرة، أيضًا خربة كفير، خربة الكفيرة، هي موقع أثري شمال بلدة قطنّة الفلسطينية، الضفة الغربية. يقع على قمة تل يغطي حوالي 4 إلى 5 فدان. تظهر في خريطة مسح فلسطين الغربية  التي تم تجميعها في سبعينيات القرن التاسع عشر، ومعظم قواميس الكتاب المقدس تعرفها مع مدينة الشفيرة القديمة [الإنجليزية].

قام عالم الآثار  الهولندي كاريل جيه إتش فريزين بمسح الموقع على نطاق واسع خلال سبتمبر 1970 ويونيو ويوليو 1973، ومرة أخرى في مارس ويوليو 1974. يحتوي الموقع على قسمين رئيسيين: قلعة علوية على الجانب الشرقي بالقرب من قمة ارتفاعها (774 م)، وقرية سفلية على الجانب الغربي. بالإضافة إلى ذلك، فحص ثلاثة مقابر على بعد حوالي 150 مترًا إلى الشمال الشرقي من الموقع.
وجد فريزين أدلة على التغييرات المعمارية الرئيسية التي يعود تاريخها إلى العصر الحديدي الثاني والبيزنطي، وبقايا الفخار التي تعود للفترة البرونزية المبكرة والعصر الحديدي الأول ووالعصر الحديد الثاني ووالفترة الهلنستية والرومانية والبيزنطية. تشمل النقاط البارزة مقبض جرة يحمل انطباع ختم أحب حياتي ك، ومقبض آخر يحمل علامة زائد (+) تم إطلاقه مسبقا.
تضمنت جدران الموقع تسعة أبراج وثلاث بوابات. عُثر على صهريج ومحجر محاط داخل أسوار المدينة.

مخطط الموقع

لم تعد الحفريات ممكنة بسبب وجود المساكن الحديثة.

## الملاحظات
1. ↑  Eerdmans Dictionary of the Bible: "The city has been identified with modern Khirbet el-Kefireh (160137), ca. 8km. (5 mi.) WSW of el-Jib (Gibeon)."
2. ↑  ZDPV 91, Abb. 2.
3. ↑  ZDPV 91, p. 143.
4. ↑  ZDPV 91, p. 146.